# Stenischia liae
Stenischia liae är en loppart som beskrevs av Xie Baoqi et Lia Jiabing 1989. Stenischia liae ingår i släktet Stenischia och familjen mullvadsloppor. Inga underarter finns listade i Catalogue of Life.